# پراکنش زیستی

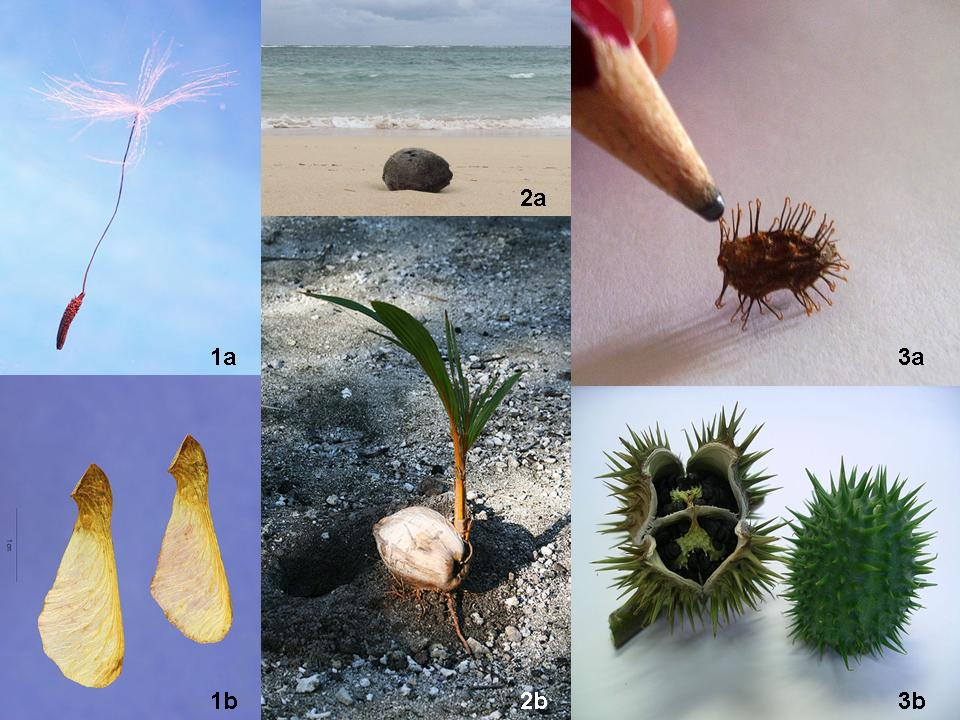
برخی گونه ها اندام هایی به نام ناقل پراکنش دارند که به افزایش پراکندگی آن ها در محیط آن ها کمک می کند. برای مثال ۱a دانه یک قاصدک می باشد. همان طور که مشاهده می‌ کنید دانه قاصدک دارای ساختار پر مانندی است که موجب می شود وقتی دانه از گیاه کنده شد به جای آن که در نزديکی گیاه مادر رشد کند کمی به واسطه جریان باد بیشتر جا به جا شود و در مکان دور تری شروع به رشد کند. دانه ۱b هم از جریان باد برای افزایش پراکنش زیستی خود استفاده می کند ولی دانه های ۳b و ۳a از جریان باد استفاده نمی کنند بلکه آن ها ساختار هایی دارند که به پشم و موی جاندارانی که به آن برخورد می کنند می چسبند و از گیاه مادر دور تر می شوند. همه این ناقل های پراکنش به افزایش پراکنش زیستی کمک می کند.

پراکنش زیستی یا پراکنده‌شدن زیستی (به انگلیسی: Biological dispersal) یا پراکَنش (به انگلیسی: Dispersion) در برخی علوم به‌معنی «میزان و درجهٔ پراکندگی» یک گونه در یک محیط است.
این واژه را برای نشان دادن پراکندگی هر چیزی می‌توان به‌کار برد. برای نمونه، در گزارهٔ: «پراکنش اسبچه خزر در مازندران بیشتر است» اشاره‌ای به پراکندگی یا فراوانی نژاد این جانور در مازندران دیده می‌شود. به‌همین‌سان، گزارهٔ: «گونه‌های جانوریِ دریای پارس در کرانه‌های قشم پراکنش بیشتری دارد» کم‌وبیشیِ گونه‌های جانوری در یک دریا و در یکی از گوشه‌های آن را نشان می‌دهد.